# ماهی‌های مرکب قلمی
ماهی‌های مرکب قلمی (نام علمی: Loliginidae) نام یک تیره از راسته ماهی مرکب است.